# كيفن لوني
كيفن لوني (بالإنجليزية: Kevon Looney)‏ مواليد 6 فبراير 1996 في ميلواكي، هو لاعب كرة سلة محترف أمريكي بدأ مسيرته الاحترافية في سنة 2015 حيث تم اختياره من قبل فريق غولدن ستايت ووريورز خلال الدرافت، يلعب مع فريق غولدن ستايت ووريورز في الرابطة الوطنية لكرة السلة ويحمل الرقم 36. يبلغ طوله 6 قدم 9 بوصة (2.1 م).

## إحصائيات المسيرة

### الموسم الاعتيادي
| السنة   | الفريق              | لعب | بدأ | دقيقة | ميداني% | ثلاثية | حرة  | ارتداد | صنع | استلاب | تصدي | نقطة |
| ------- | ------------------- | --- | --- | ----- | ------- | ------ | ---- | ------ | --- | ------ | ---- | ---- |
| 2015–16 | غولدن ستايت ووريورز | 5   | 0   | 4.2   | .571    | .500   | .000 | 2.0    | .0  | .0     | .0   | 1.8  |
| المسيرة | المسيرة             | 5   | 0   | 4.2   | .571    | .500   | .000 | 2.0    | .0  | .0     | .0   | 1.8  |

## روابط خارجية
- كيفن لوني على موقع إن بي أي (الإنجليزية)
- كيفن لوني على موقع سبورتس رفرنس (الإنجليزية)
- كيفن لوني على موقع كرة السلة الأوروبية.كوم (الإنجليزية)
- كيفن لوني على موقع إي إس بي إن.كوم (الإنجليزية)
- كيفن لوني على موقع كلية كرة السلة في سبورتس رفرنس.كوم (الإنجليزية)
- كيفن لوني على موقع ريلجم (الإنجليزية)
- كيفن لوني على موقع بروبوليرز (الإنجليزية)
- كيفن لوني على موقع سبورتس رفرنس (الإنجليزية)